# Roland Manz
Roland Karl Manz (* 21. September 1938 in Fulda; † 15. Juli 2014 in Büdingen) war ein deutscher Verwaltungsjurist und Kommunalpolitiker (SPD). Von 1976 bis 1982 war er Bürgermeister der hessischen Stadt Büdingen.

## Werdegang
Roland Manz wurde als Sohn des kaufmännischen Angestellten Rudolf Manz und seiner Ehefrau Anna, geb. Glitsch, in Fulda geboren. Dort besuchte er das Städtische Realgymnasium, das er im März 1958 mit der Reifeprüfung abschloss. Ab dem Sommersemester 1958 studierte Manz an der Universität Marburg Rechtswissenschaften. Mit dem Sommersemester 1962 beendete er das Studium. Im Januar 1963 bestand er die erste juristische Staatsprüfung. Im Sommersemester 1964 besuchte der die Hochschule für Verwaltungswissenschaften in Speyer. Seine Zweite Staatsprüfung legte er 1967 in Kassel ab.
Von März bis August 1967 arbeitete Manz in der Kasseler Anwaltskanzlei Dr. Hans H. Lehna. Zum 1. September 1967 wechselte er zum Hessischen Gemeindetag in Mühlheim am Main. Während dieser Zeit war er auch als Lehrgangsleiter beim Freiherr vom Stein-Institut mit den Schwerpunkten Kommunalrecht und Verwaltungsreform tätig. Zum 1. Januar 1969 trat er in die SPD ein, der er bis zu seinem Tod angehörte. Zum 1. März 1971 wechselte Roland Manz zum Hessischen Innenministerium nach Wiesbaden und war dort in der Kommunalabteilung für kommunale Rechtsfragen, Verwaltungsreform, kommunalrechtliche Gesetzesentwürfe, die Novellierung des Kommunalwahlrechts, Beamtenrecht und insbesondere für die Novellierung der Hessischen Gemeindeordnung tätig. In dieser Zeit wirkte er als Dozent am Hessischen Verwaltungsschulverband Wiesbaden im Bereich Kommunalrecht sowie an der Sozialdemokratischen Akademie für Kommunalpolitik.
Zum 1. August 1972 wurde Roland Manz zum Staatsbeauftragten Landrat im Vogelsbergkreis bestellt. Mit dem Amtsantritt des vom Kreistag gewählten Landrates Jochen Zwecker endete die Abordnung zum 15. Januar 1973. In dieser Funktion war Manz Verwaltungsratsvorsitzender der Kreissparkassen Lauterbach und Alsfeld sowie Vorstandsmitglied in verschiedenen Verbänden des Vogelsbergkreises.
Am 26. September 1975 wurde Roland Manz durch die Stadtverordnetenversammlung der Stadt Büdingen als Nachfolger von Willi Zinnkann zum Bürgermeister der Stadt Büdingen gewählt. Das Bürgermeisteramt trat er am 5. März 1976 an. Mit der Wahl von Eberhard Bauner zum Bürgermeister endete die Amtszeit von Manz am 4. März 1982.
Nach dem Ende seiner Amtszeit in Büdingen betätigte sich Manz bei den Hessischen Landesverbänden der Deutschen Kriegsgräberfürsorge (1985) und von Ende 1987 beim Roten Kreuz Hessen als Geschäftsführer. 1990 ging er in den Ruhestand.
Roland Manz war mit der Lehrerin und Leiterin der Büdinger Haupt- und Realschule Margot Manz verheiratet, mit der er zwei Kinder hatte.

## Veröffentlichungen
- Hessische Gemeindeordnung : Kommentar, Grundwerk 1978 und Ergänzungslieferungen, Gerhard Schneider, Ulrich Dreßler, Jürgen Lüll, Stuttgart : Dt. Gemeindeverlag; Stuttgart : Kohlhammer
- mit Peter Beckmann: Leitfaden für die Vorbereitung und Durchführung der Kommunalwahlen am 22. Oktober 1972 im Lande Hessen. Köln, Berlin, Hamburg, Hannover, Kiel, Mainz, München, Saarbrücken, Wiesbaden : Deutscher Gemeindeverlag, 1972
- Nachwahlen bei Gemeindezusammenschlüssen und Eingliederungen. In: Hessische Gemeindezeitung 1971, S. 472 ff.
- Der Zusammenschluß von Gemeinden unter besonderer Berücksichtigung des Grenzänderungsvertrages. In: Der Gemeindetag 1970, S. 254 ff.
- Geschichte und Aufgaben der kommunalen Selbstverwaltung. In: Der Gemeindetag 1970, S. 213 ff.
- Zur Frage der Gesamtschule und Förderstufe. In: Der Gemeindetag 1968, S. 215 ff.
- Arbeitsrechtliche Besonderheiten im Baugewerbe. In: RdA 1967, S. 125 ff.
- Der Erlaß von Naturschutzverordnungen.In: Der Gemeindetag 1965, S. 205 f.
- Die Rechtsstellung des Kreisbeauftragen für Naturschutz. In: Der Gemeindetag 1965, S. 51 ff.